# Anton Iwanowitsch Denikin

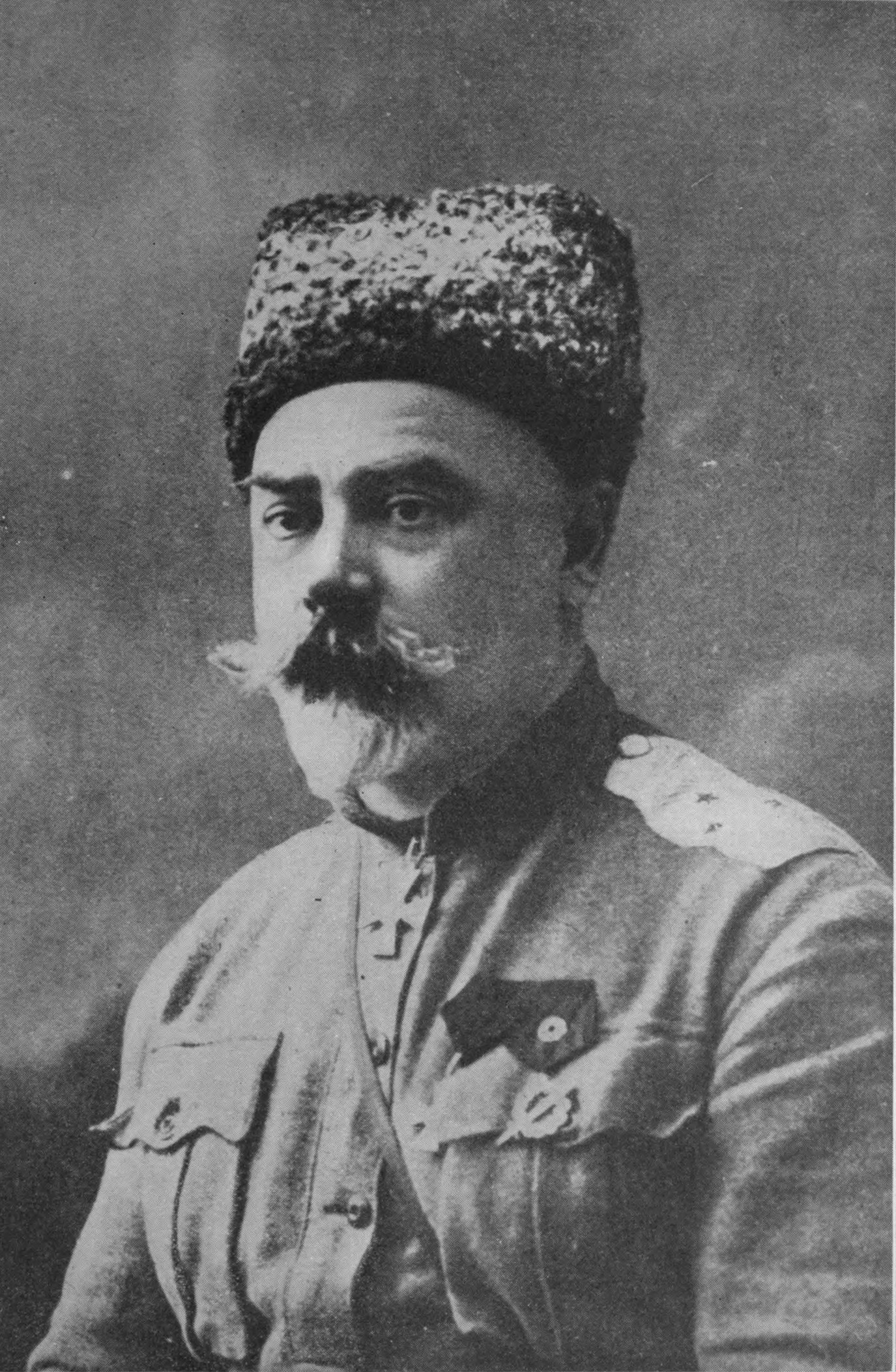
Anton Iwanowitsch Denikin

Anton Iwanowitsch Denikin (russisch Антон Иванович Деникин; * 4. Dezemberjul. / 16. Dezember 1872greg. in Szpetal dolny, einem Vorort von Włocławek, Kongresspolen, Russisches Kaiserreich; † 18. August 1947 in Ann Arbor, Michigan, USA) war Generalleutnant in der kaiserlich-russischen Armee und einer der wichtigsten Kommandeure der Weißen Armee, die im Russischen Bürgerkrieg gegen die Herrschaft der Bolschewiki und die Machnowschtschina kämpfte.

## Leben
Denikin wurde als Sohn des Majors Iwan Jefimowitsch Denikin (1807–1885) und der Elżbieta Wrzesińska geboren, die aus einer polnischen Familie verarmter Kleinbauern stammte. Er absolvierte 1899 die Akademie des Generalstabs und diente im Russisch-Japanischen Krieg. Im Juni 1910 wurde er zum Kommandeur des Infanterie-Regiment Nr. 17 in Archangelsk ernannt, eine Position, die er bis März 1914 innehatte. Am 23. März 1914 wurde er dem Befehlshaber des Kiewer Militärbezirks zugewiesen, wo er als stellvertretender Stabschef fungierte.

### Im Weltkrieg
Im Ersten Weltkrieg war er im August 1914 zunächst in Galizien Generalquartiermeister der 8. Armee unter Brussilow. Der Stabschef der 8. Armee war Denikins Klassenkamerad an der Akademie, Generalleutnant Pjotr Lomnowski. Um von der Schreibtischarbeit wegzukommen, ließ er sich versetzen und übernahm am 6. September 1914 die Führung der 4. Infanterie-Brigade, die sofort in der Schlacht von Grodek und Rawa Ruska zum Einsatz kam. Dann nahmen seine Truppen am Kampf der 4. Armee gegen die k.u.k. 1. Armee teil, die in der Schlacht an der Weichsel nach Radom zurückgedrängt wurde. Im November 1914 kämpfte seine Brigade wieder bei der 8. Armee zunächst in der ersten Phase der Karpatenschlacht in der Ebene von Humenné und Mezőlaborc. Im Februar 1915, kam Denikins Brigade der Kombinierten Division des Generals Kaledin bei Ushgorod zur Hilfe. Anfang März waren seine Truppen am Kampf um die belagerte Festung Przemysl beteiligt. Nach dem Großen Rückzug kommandierte er eine Division im Bereich des XXX. Armeekorps unter General der Infanterie Sajontschkowski und konnte im September 1915 Luzk zurückerobern. Nach seinem Einsatz in der Schlacht bei Czartorysk wurde er am 24. Mai 1916 zum Generalleutnant befördert. Er nahm mit seiner „Eisernen“ 4. Division an der Brussilow-Offensive teil, wobei ihm im Verband des XXXX. Armeekorps (General der Infanterie Kaschtalinski) am 5. Juni zum zweiten Mal die Rückeroberung des zwischenzeitlich verlorenen Luzk gelang. Im Herbst 1916 übernahm er im Verband der 4. Armee die Führung des den rumänischen Kriegsschauplatz abgegangene VIII. Armeekorps. Im April/Mai 1917 war er Chef des Generalstabs, später Oberbefehlshaber der West- und der Südwestfront.

### Russischer Bürgerkrieg
Im August 1917 war er maßgeblich an dem von Kornilow geführten Militärputsch beteiligt. Nach der Oktoberrevolution 1917 trat Denikin in die von Kornilow und Alexejew am Don aufgestellte weiße Freiwilligenarmee ein, um im Bürgerkrieg gegen die Bolschewiki zu kämpfen. Nach Kornilows Tod wurde er der Kommandeur dieser Formation, die zeitweilig große Teile Südrusslands kontrollierte. Der Chef der britischen Militärmission General Malcolm informierte 1919 die britische Delegation bei den Versailler Friedensverhandlungen darüber, dass Denikin Munition und Geld von der Antibolschewistischen Liga erhalte. Im Sommer und Herbst 1919 versuchte Denikin, vom Nordkaukasus her auf Moskau vorzustoßen. Teile seiner Armee unter Wrangel ließ er in Richtung Zarizyn antreten, damit sie sich mit den Truppen Koltschaks vereinigen konnten. Bis Zarizyn erobert war, hatte Koltschaks Verband allerdings schwere Niederlagen hinnehmen müssen und war von der Roten Armee zurückgeschlagen worden. Denikins Entschluss, seine Kräfte zu teilen, wurde von vielen westlichen Beobachtern später als der entscheidende Fehler der Weißen Truppen gesehen. Sein Untergebener und Konkurrent Wrangel sah darin sogar den Todesstoß für die weiße Bewegung. Sein Gegner Jegorow, der damals Frontkommandeur der Roten Armee war, entlastete ihn jedoch nach dem Krieg und bekräftigte die Logik seiner Entscheidung. Die Frage, ob Denikin einen Fehler beging, ist bis heute in der Geschichtswissenschaft umstritten. Nahe Orjol wurde Denikin am Ende des Jahres 1919 von der Roten Armee geschlagen und zog sich mit dem Rest seiner Armee 1920 auf die Krim zurück.

### Exil
Auf der Krim übertrug er das Kommando über die ihm noch verbliebenen Truppen an General Wrangel und begab sich ins Exil. In den ersten Exiljahren wechselte Denikin mehrmals seinen Wohnort und lebte in verschiedenen Ländern Europas. So verließ er sein erstes Exilland Großbritannien als Protestzeichen gegen die Unterzeichnung des Friedensvertrages der britischen Regierung mit Sowjetrussland im August 1920 und begab sich nach Belgien. Im Juni 1922 emigrierte er nach Ungarn und lebte dort bis 1925. Im Frühling 1928 ließ er sich in Paris nieder und widmete sich den literarischen Aktivitäten und Öffentlichkeitsarbeit.
Im Zweiten Weltkrieg schlugen die Nationalsozialisten Denikin eine Zusammenarbeit gegen die Sowjetunion vor. Er lehnte allerdings jegliche Kooperation ab. Das Motto Denikins lautete: „Verteidigung Russlands und Sturz des Bolschewismus“. Er blieb zwar ein erbitterter Gegner der Sowjetmacht, rief zugleich alle in Europa lebenden russischen Emigranten dazu auf, Nazi-Deutschland im Kampf gegen die Sowjetunion nicht zu unterstützen.
1945 wanderte Denikin in die USA aus und starb 1947 in Ann Arbor im US-Bundesstaat Michigan.
Am 3. Oktober 2005 wurden seine sterblichen Überreste entsprechend dem Wunsch seiner Tochter Marina Antonowna Denikina und mit der Erlaubnis der russischen Regierung nach Russland überführt und in Moskau auf dem Friedhof des Donskoi-Klosters beigesetzt.

## Kontroversen
Denikins Truppen und verbündete Einheiten der „Schwarzen Hundertschaften“ waren für 17,2 % aller Morde an Juden in den Pogromen des Bürgerkriegs verantwortlich. Laut dem Historiker Andreas Kappeler weisen ukrainische Historiker Denikin die Hauptverantwortung an den systematischen Pogromen zu. Kappeler führt weiter aus: „[...] den ukrainischen Bauern unter ihren selbstherrlichen Atamanen werden lediglich spontane, sozial motivierte Judenpogrome angelastet. Aus jüdischer Sicht waren die Truppen des Direktoriums und sein oberster Ataman Petljura die Hauptverantwortlichen, [...].“ Diese Sichtweisen sind umstritten.

## Schriften
- The career of a Tsarist officer: Memoirs, 1872-1916. University of Minnesota Press, Minneapolis 1975, ISBN 0-8166-0698-6
- The Russian turmoil; memoirs: military, social, and political. Hutchinson, London 1920
- The White Army. Cape, London 1930
- World events and the Russian problem. Imprimerie rapide C.T., Paris 1939
- The Russian problem. o. O. 1940